# 黎汶洛
黎汶洛（英語：Oscar Lai Man Lok，1994年6月28日—），香港社會運動人士，現香港社會工作者注冊局選任成員，香港眾志前創黨成員、前副主席，香港專業進修學校社會工作高級文憑畢業生。組織過反對德育及國民教育科運動及雨傘運動，曾任學生組織學民思潮發言人。

## 背景
黎汶洛出生於小康之家，是家中獨子，曾就讀於聖貞德中學，於2012年香港中學文憑考試中取得英文科1級以及4科2級成績，其後報讀香港專業進修學校公共與社會服務專科文憑，其後原校升讀社會工作高級文憑，2016年畢業。現修讀明愛專上學院社會科學（榮譽）學士－社會工作。

## 經歷
2011年，黎汶洛與黃之鋒等一群中學生組成學民思潮，後參與2012年反對德育及國民教育科的行動及2014年雨傘運動等各類大小規模的社會運動，為學民思潮核心成員，並曾擔任組織發言人至2015年。
在2016年立法會新界東補選期間，學民思潮曾公開表示不會表態支持任何候選人，而黎汶洛則退出學民思潮，並以個人身份為公民黨候選人楊岳橋助選。在助選期間，黎汶洛因多次攝鏡而增加自己曝光率，被網民嘲諷為「政壇攝石人」。
同年3月，學民思潮宣布停止運作後不久，黎汶洛與包括黃之鋒，周庭等前學民思潮成員，聯同前香港專上學生聯會秘書長羅冠聰於4月10日籌組政黨香港眾志，並出任副主席。

### 放棄參選立法會
原準備參與2016年9月舉行的立法會選舉。但在提名期開始前，黎汶洛便以資金不足為由，宣佈放棄參選九龍東。
黎汶洛已經於2018年退出香港眾志，並與民主派人士組成團隊在觀塘區安達邨開展地區工作。

## 外部連結
- 黎汶洛的Facebook專頁